# Unlicense
Unlicense es una licencia equivalente de dominio público que se enfoca en un mensaje anti-copyright. Se publicó por primera vez el 1 de enero de 2010 (Día del dominio público ). Unlicense ofrece un texto de exención de dominio público con una licencia análoga de dominio público, inspirado en licencias permisivas pero sin una cláusula de atribución. En 2015, GitHub informó que aproximadamente 102,000 de sus 5.1 millones de proyectos con licencia (2% de los proyectos con licencia en GitHub.com) utilizan la Unlicense.

## Historia
En una publicación del 1 de enero de 2010, Arto Bendiken expuso sus razones para preferir el software de dominio público: la molestia de tratar con los términos de la licencia (por ejemplo , la incompatibilidad de la licencia), la amenaza inherente a la ley de derechos de autor, y La impracticabilidad del derecho de autor.
El 23 de enero de 2010, Bendiken hizo un seguimiento de su publicación inicial. En esta publicación, explicó que Unlicense se basa en la exención de derechos de autor de SQLite con la declaración de no garantía de la licencia MIT. Luego avanzó a través de la licencia, comentando cada parte.
En una publicación de diciembre de 2010, Bendiken aclaró aún más lo que significa "licenciar" y "sin licencia".
El 1 de enero de 2011, Bendiken revisó el progreso y la adopción de la Unlicense. Admite que es "difícil dar estimaciones de la adopción actual de Unlicense", pero sugiere que hay "muchos cientos de proyectos que usan la Unlicense".

## Condiciones de la licencia
Los términos de la licencia de la licencia son los siguientes:
```
This is free and unencumbered software released into the public domain.

Anyone is free to copy, modify, publish, use, compile, sell, or
distribute this software, either in source code form or as a compiled
binary, for any purpose, commercial or non-commercial, and by any
means.

In jurisdictions that recognize copyright laws, the author or authors
of this software dedicate any and all copyright interest in the
software to the public domain. We make this dedication for the benefit
of the public at large and to the detriment of our heirs and
successors. We intend this dedication to be an overt act of
relinquishment in perpetuity of all present and future rights to this
software under copyright law.

THE SOFTWARE IS PROVIDED "AS IS", WITHOUT WARRANTY OF ANY KIND,
EXPRESS OR IMPLIED, INCLUDING BUT NOT LIMITED TO THE WARRANTIES OF
MERCHANTABILITY, FITNESS FOR A PARTICULAR PURPOSE AND NONINFRINGEMENT.
IN NO EVENT SHALL THE AUTHORS BE LIABLE FOR ANY CLAIM, DAMAGES OR
OTHER LIABILITY, WHETHER IN AN ACTION OF CONTRACT, TORT OR OTHERWISE,
ARISING FROM, OUT OF OR IN CONNECTION WITH THE SOFTWARE OR THE USE OR
OTHER DEALINGS IN THE SOFTWARE.

For more information, please refer to <http://unlicense.org/>
```

```
Este es software libre y sin compromiso publicado en el dominio público.

Cualquier persona es libre de copiar, modificar, publicar, usar, compilar, vender o
distribuir este software, ya sea en forma de código fuente o como binario,
para cualquier propósito, comercial o no comercial, y por cualquier
medio.

En las jurisdicciones que reconocen las leyes de derechos de autor, el autor o autores
de este software dedican cualquier y todos los derechos de autor del
software para el dominio público. Hacemos esta dedicación para el beneficio.
del público en general y en detrimento de nuestros herederos y
sucesores. Pretendemos que esta dedicación sea un acto manifiesto de
renuncia a perpetuidad de todos los derechos presentes y futuros de esta
software bajo la ley de derechos de autor.

EL SOFTWARE SE PROPORCIONA "TAL CUAL", SIN GARANTÍA DE NINGÚN TIPO,
EXPRESA O IMPLÍCITA, INCLUYENDO PERO NO LIMITADA A LAS GARANTÍAS DE
COMERCIABILIDAD, APTITUD PARA UN PROPÓSITO PARTICULAR Y NO INCUMPLIMIENTO.
EN NINGÚN CASO, LOS AUTORES SERÁN RESPONSABLES POR CUALQUIER RECLAMACIÓN, DAÑOS O
OTRA RESPONSABILIDAD, YA SEA EN UNA ACCIÓN DE CONTRATO, TORT U OTRA MANERA,
DERIVADO DE, FUERA DE O EN RELACIÓN CON EL SOFTWARE O EL USO O
OTRAS REPARACIONES EN EL SOFTWARE.

Para más información, consulte <http://unlicense.org/>
```

## Recepción
La Free Software Foundation declara que "Tanto los trabajos de dominio público como la licencia laxa proporcionada por Unlicense son compatibles con la GPL de GNU". Sin embargo, para dedicar software al dominio público, recomienda CC0 sobre la Unlicense, afirmando que CC0 "es más completo y maduro que el Unlicense".  
El Proyecto Fedora recomienda CC0 sobre la licencia, porque el primero es "un texto legal más completo".
En diciembre de 2010, Mike Linksvayer, el vicepresidente de Creative Commons en ese momento, escribió en una conversación identi.ca "Me gusta el movimiento" al hablar del esfuerzo de Unlicense.
La Unlicense ha sido criticada, por ejemplo, por el OSI, por ser posiblemente inconsistente y no estándar, y por dificultar que algunos proyectos acepten el código sin licencia como contribuciones de terceros; dejando demasiado espacio para la interpretación; y posiblemente ser incoherente en algunos sistemas legales.
Los proyectos notables que usan Unlicense incluyen youtube-dl y Second Reality.